# Distrito de Higashiibaraki (Ibaraki)

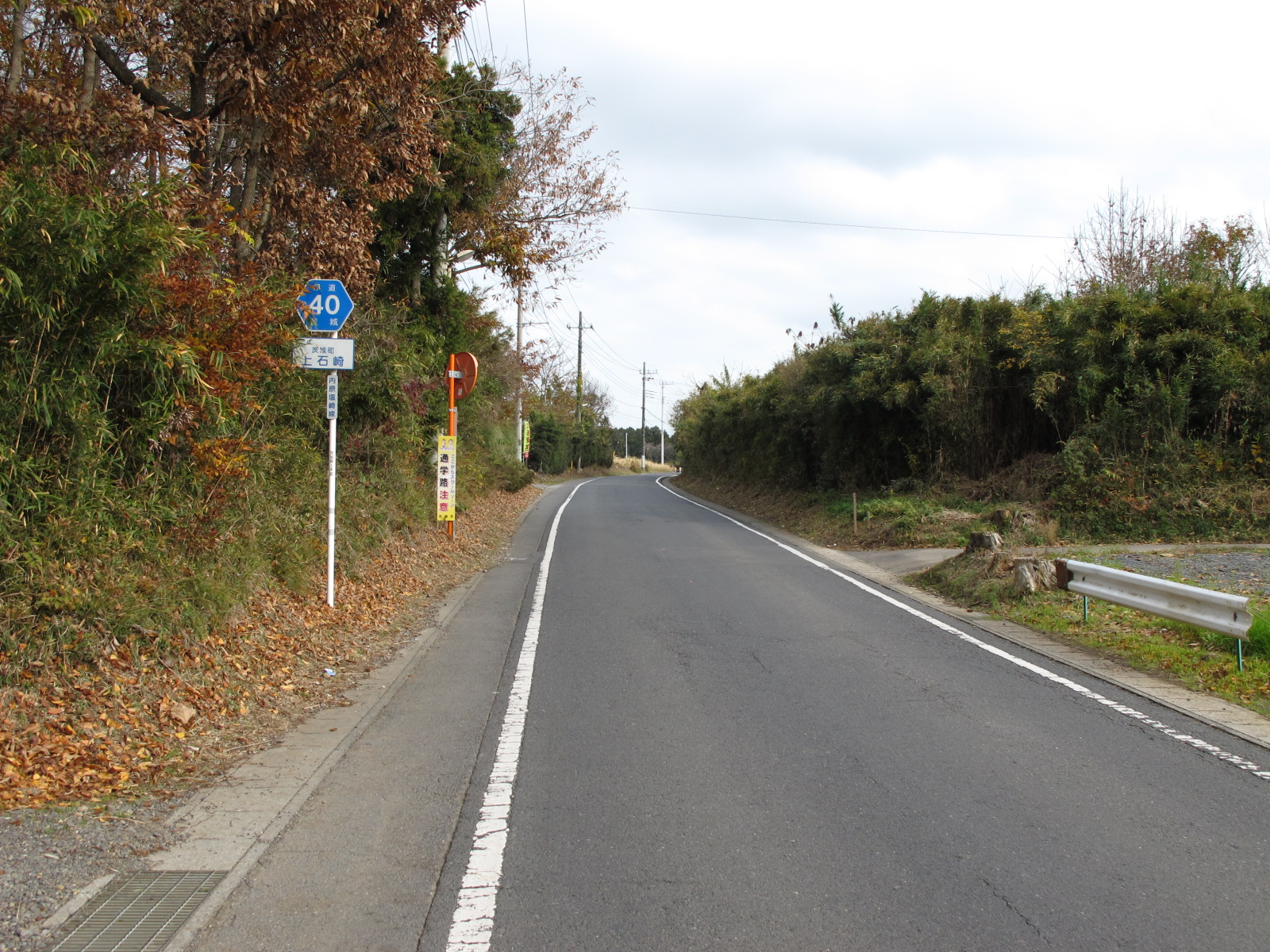
Ruta Prefectural 40 en Kamiishizaki, población de Ibaraki, Prefectura de Ibaraki

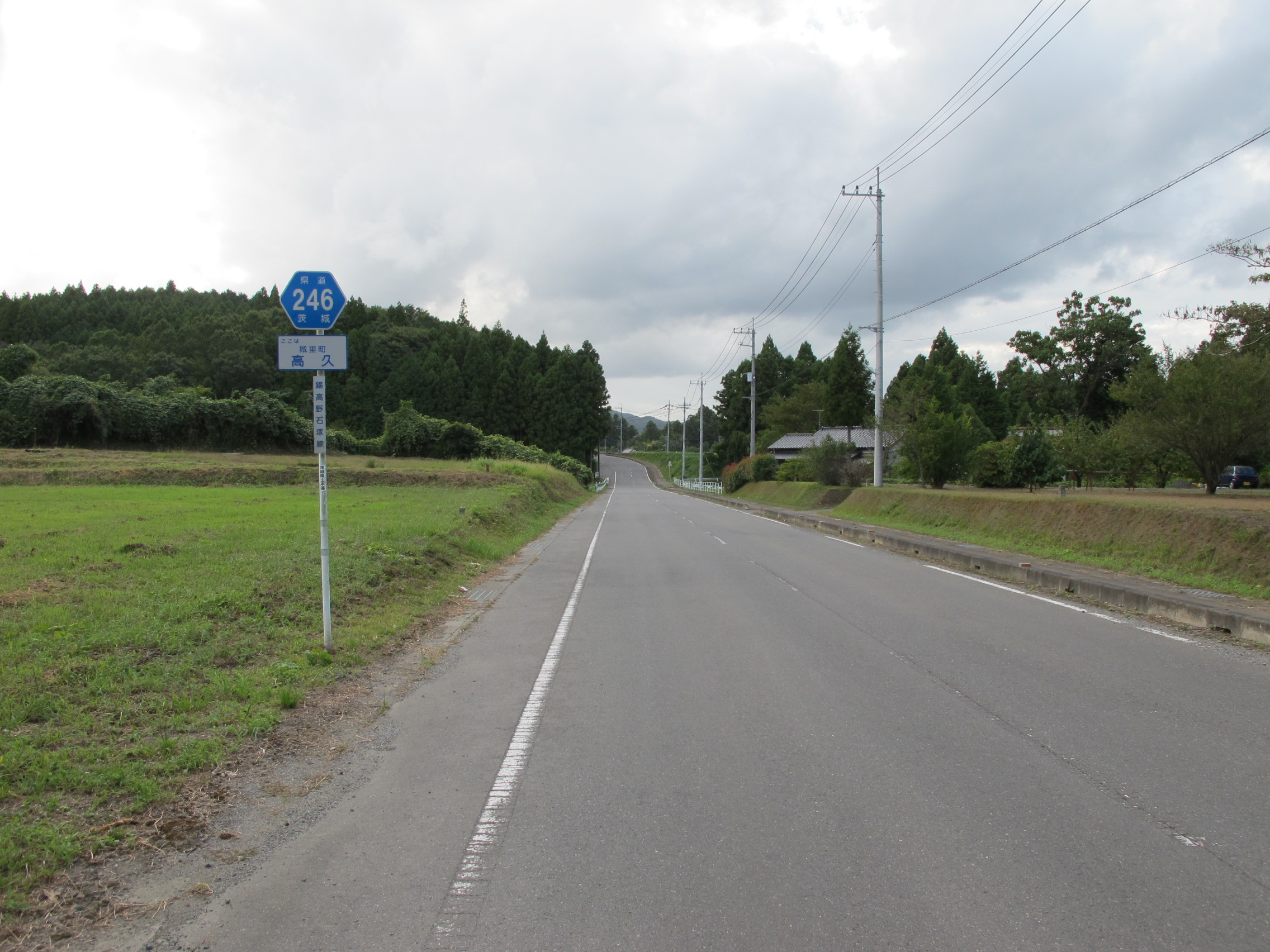
Ruta Prefectural 246 en Takaku, población de Shirosato, Prefectura de Ibaraki

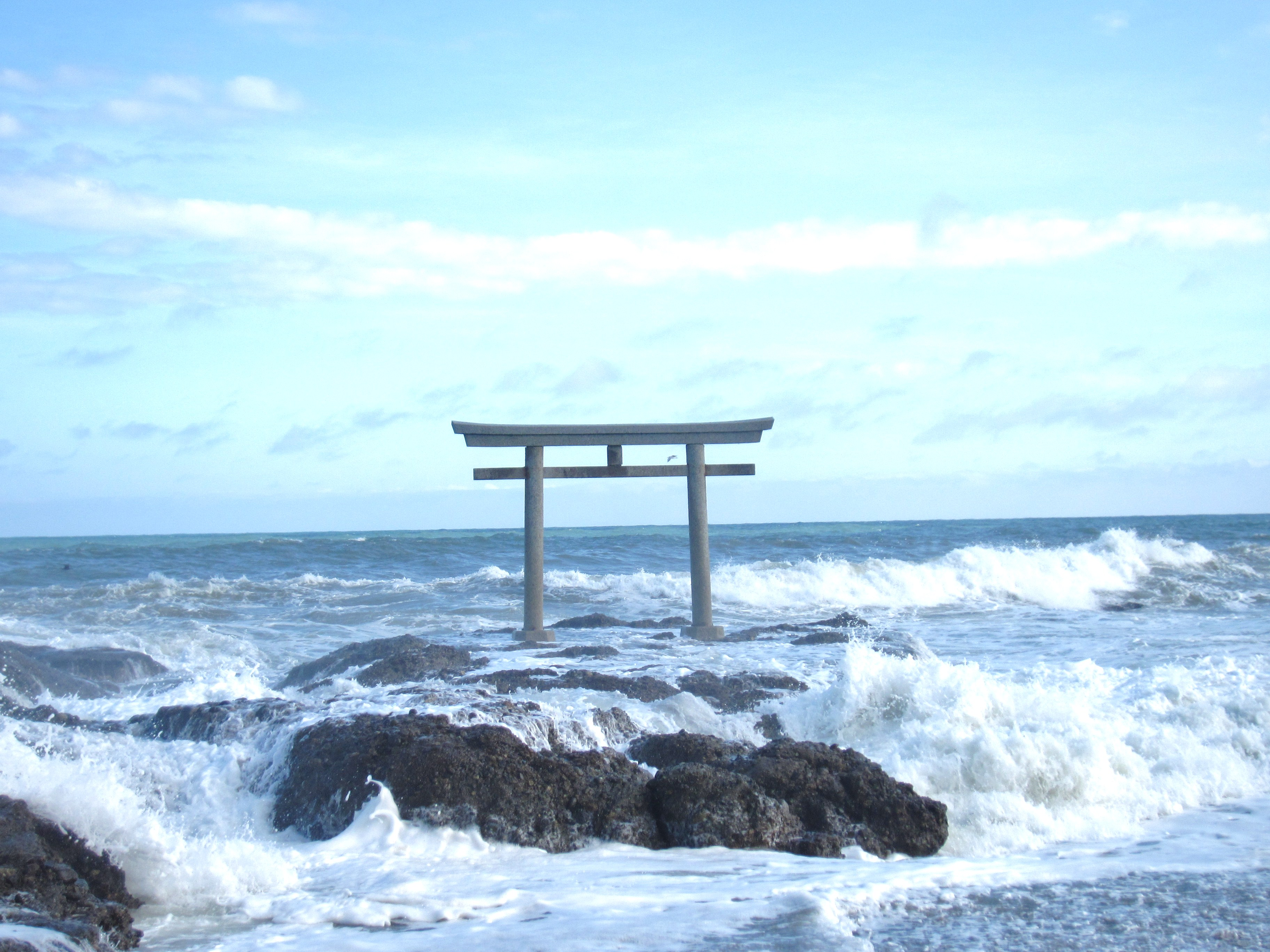
Puerta torii (鳥居 とりい) en el santuario Kamiiso, población de Ōarai, en Ibaraki

El  Distrito de Higashiibaraki  (東茨城郡  Higashiibaraki-gun?)  es un distrito ubicado en la Prefectura de Ibaraki en Japón.

El distrito está conformado por tres poblaciones: Ibaraki (Ibaraki), Ōarai (Ibaraki) y Shirosato (Ibaraki).
Las tres poblaciones, que conforman el distrito, limitan con Mito, la capital de la prefectura, 

Al 1 de diciembre de 2013, tenía una población de 71.159 habitantes y una densidad poblacional de 232 personas por km². La superficie total del distrito es de 306,56 km².